# ديفيد وينر (مدرب)
ديفيد وينر (بالإنجليزية: David Winner)‏ هو مدرب كرة قدم ولاعب كرة قدم أمريكي، ولد في 23 أبريل 1971 في فورت لودرديل في الولايات المتحدة. لعب مع أتلانتا سيلفرباكس وسبورتينغ كانساس سيتي وشيكاغو فاير وكولومبوس كرو وميامي فيوشن ونيو إنجلاند ريفولوشن.

## وصلات خارجية
- ديفيد وينر على موقع الدوري الأمريكي (الإنجليزية)
- ديفيد وينر على موقع قاعدة بيانات كرة القدم.إي يو (الإنجليزية)